# Фордем-роуд (линия Конкорс, Ай-эн-ди)
|     |   |   |     |   |   |     |
| · л | · | · | · э | · | · | · л |

|     |   |   |     |   |   |     |
| · л | · | · | · э | · | · | · л |

«Фордем-роуд» (англ. Fordham Road) — станция Нью-Йоркского метрополитена, расположенная на линии Конкорс, Ай-эн-ди. Станция находится в Бронксе, в округе Фордхэм, на пересечении Гранд-Конкорса с Восточной Фордхэм-роуд. На станции останавливаются маршруты B (в часы пик) и D (круглосуточно). Экспресс-путь используется маршрутом D (в часы пик в пиковом направлении). Локальные пути используются маршрутами B (в часы пик) и D (круглосуточно, кроме часов пик в пиковом направлении).
Эта станция была открыта 1 июля 1933 год в составе первой очереди IND Concourse Line. Она представлена двумя островными платформами, расположенными на трехпутном участке пути. Платформы довольно широкие: западная (на Манхэттен) даже частично разделена стеной и на этом участке выглядит как две боковых платформы. Все платформы соединены между собой проходами: лестницами и мезонином.
Эта станция — самая крупная на линии, что объясняется расположением в этой местности одного из самых крупных торговых районов Нью-Йорка, а также наличием пересадки на поезда пригородной железной дороги Metro-North Railroad и многочисленные автобусы (в т. ч. пригородные). Основной выход расположен с южного конца. Он приводит к перекрёстку Гранд-Конкорса с Восточной 188-й улицей. Второй выход расположен с северного конца платформ и работает только в определённое время. Северный выход приводит к перекрёстку Гранд-Конкорса с Фордхэм-роуд. Тем не менее, локальная сторона платформы на Манхэттен не имеет прямого доступа ко второму выходу.